# 스마트 포투

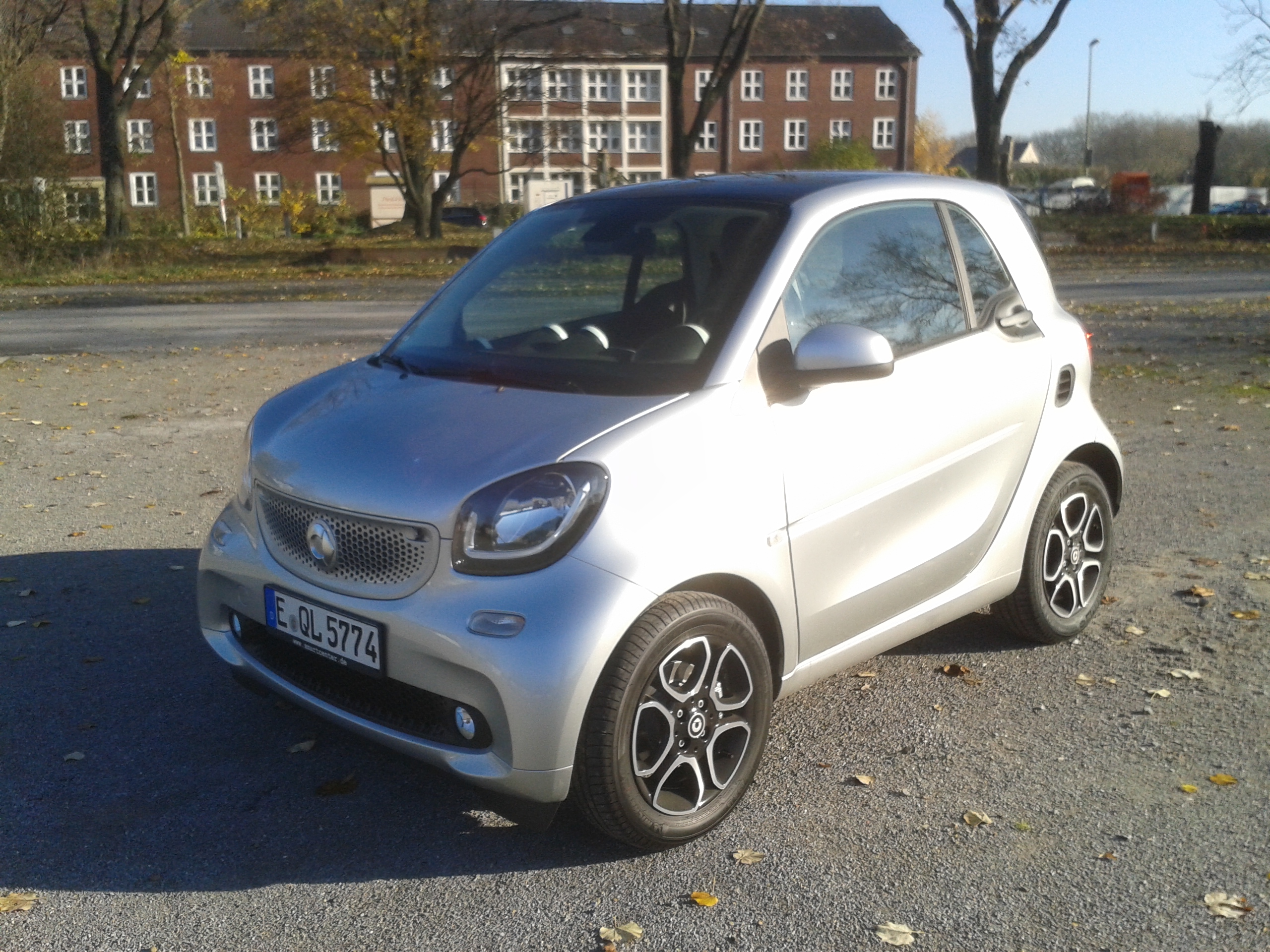
스마트 포투

스마트 포투(Smart Fortwo)는 독일 다임러 AG의 자회사인 스마트 브랜드의 원조 모델로, 1998년 출시된 리어 엔진 배치(RR)의 경자동차이다. 스와치와 벤츠가 손잡고 개발하여 Swatch Mercedes Art에서 따 온 게 스마트 브랜드이다. 스마트 마이크로 자동차는 원래 유럽 도시에서 사용할 목적으로 설계된 2인승 경자동차이다. 현대의 유럽 도시는 주차공간이 부족하고, 운전자들의 유류비 부담이 날로 가중되고 있다. 스마트 포투는 전장은 약 244센티미터(8피트)에 불과해, 일반 자동차의 주차 공간에 최대 3대의 포투를 주차시킬 수 있다.

## 특징
스마트 포투는 조수석 안전성이 문제로 지적되었다. 이를 해결하기 위해 설계자들은 단단한 금속으로 제작된 트리디온(Tridion) 프레임을 완전하게 둘러 쳐 조수석 승객을 보호할 수 있도록 했다. 외장은 완전하게 교체할 수 있는 플라스틱 패널로 되어 있다. 플라스틱 패널로 인해 스마트 포투의 차중은 730kg에 불과하며, 유럽에서 가장 가벼운 자동차 중에 하나가 되었다.
포투 전면의 작은 충격 완화 구역(crumple zone)을 극대화하기 위해 엔진은 차 뒤쪽에 배치시켰다. 엔진은 3개의 실린더로 이루어진 터보차저 엔진으로, 처음에는 배기량이 599cc였으나 이후 698cc로 증가시켰다. 엔진 출력은 37킬로와트(50마력)이지만, 799cc 터보디젤 엔진의 경우 30킬로와트(40마력)을 낼 수 있다. 2007년 모델은 새로운 999cc 엔진이 장착되었다.
포투는 수동변속기이지만, 오토클러치라서 클러치 페달이 없다.
포투의 휘발유 모델은 100킬로미터 주행 시 4.7리터의 연료를 소모하고(21.3킬로미터/리터), 디젤은 100킬로미터 주행 시 3.4리터의 연료를 소모한다.(29.7킬로미터/리터)
대한민국에서는 2세대까지 경차로 인증받아 경차 혜택이 가능했으나, 3세대부터는 전폭이 1.66m로 늘어나서 경차 기준을 넘어가기 때문에 소형차로 분류된다. 노홍철의 애마로 널리 알려졌다.
스마트에서는 포투 이외에도 포포, 로드스터 등도 있었으나, 구조조정 이후 포투만 생산하다가 형제 차종으로 2014년에 다시 출시한 포포, 트웡고와 플랫폼을 공유한다.

## 경쟁 차종
- 현대자동차 - i10
- 기아자동차 - 모닝
- 쉐보레 - 스파크
- 피아트 - 500, 판다
- 오펠 - 아담, 칼
- 르노 - 트윙고
- 푸조 - 108
- 시트로엥 - C1
- 폭스바겐 - 업!
- 포드 - 카
- 토요타 - iQ, 아이고